# مقاطعة غرين (ميسيسيبي)
مقاطعة غرين هي مقاطعة في مسيسيبي، بلغ عدد سكانها 14٬400  نسمة، في 2010، عاصمتها ليكسفيل، تبلغ مساحتها 1٬861 كيلومتر مربع.

## الموقع
تشترك في الحدود مع:
- مقاطعة واين (ميسيسيبي)
- مقاطعة جورج (ميسيسيبي).

## التقسيمات الإدارية
- ليكسفيل.